# Кацик
Кацик (таи. kasike, шп. cacique), реч која означава вођу племена или насеља на таино језику. Шпанска колонијална администрација 16-19. века користила је реч кацик за све домородачке старешине широм Америке.

## Историја

### Код народа Таино

#### На Хаитију
Реч кацик први пут се појављује у књизи О новом свету италијанског свештеника и историчара Пјетра Мартира, у другој глави њеног првог дела, која описује друго Колумбово путовање и почетак колонизације Хаитија (такозвана Океанска декада која је написана 1494, а објављена 1504. на италијанском и 1511. на шпанском језику). Шпанци су ову реч први пут чули 1493. од народа Таино, староседелаца Хаитија, као назив за њихове старешине и првобитно су је преводили као краљ, иако је кацик могао бити старешина читаве области (на Хаитију је у време открића било 5 главних кацика, који су владали читавим острвом) или само једног села. Тако је Бехечио, врховни кацик западног Хаитија, имао под својом влашћу 24 подређена, нижа кацика. Други врховни касици на Хаитију у то време били су Каонабо, Гваканагари, Гварионекс и кацика (краљица) Анакаона, Бехечиова сестра и Каонабова супруга, која је после братове смрти (1502) кратко време владала његовом облашћу. У првим годинама колонизације шпанске власти односиле су се према индијанским старешинама као према подређеним владарима који плаћају данак, али после увођења система енкомијенде (од 1502. године) домородачке поглавице су изгубиле последње остатке независности. Веће старешине већином су похапшене и погубљене, њихов народ је покрштен и подељен у службу појединим колонистима, а мање сеоске старешине постале су сакупљачи пореза у шпанској служби. Овај систем се на Хаитију одржао неколико деценија, али је домородачко становништво веома брзо опадало: до 1542. број Таино староседелаца на Хаитију спао је са 3 милиона на свега око 200, а неколико деценија касније изумрли су у потпуности.

#### На Куби
Шпанско насељавање Кубе почело је 1511. године, а вођа отпора локалних Таино Индијанаца био је кацик по имену Хатуеј. Систем енкомијенде успостављен је на Куби као и на Хаитију, али је далеко малобројније домородачко становништво (око 100.000 у време освајања) нестало знатно брже. До 1542. није више било Таино староседелаца на Куби.

### Као шпански термин за домородачке старешине
Од 1493. до 1509. Хаити је био једина шпанска колонија у Америци, а Таино језик једини домородачки језик познат Европљанима. У време када су Шпанци започели колонизацију других острва и америчког континента (1509) и успоставили контакт са великим америчким цивилизацијама Маја (1517), Астека (1519) и Инка (1532), термин кацик се толико одомаћио у шпанској литератури, да су га шпански хроничари и освајачи 16. века, као и шпанска колонијална администрација у својим документима, користили за све индијанске старешине и владаре свих индијанских народа, од моћних владара Маја, Астека и Инка до најмањих сеоских старешина у прашумама Јужне Америке. Тако Бернал Дијаз дел Кастиљо (Права историја освајања Нове Шпаније) све владаре и старешине Маја, Тласкаланаца и Астека назива истом речју кацик, док Бартоломео де лас Казас (Кратак извештај о уништавању Индија) назива кациком Атахуалпу, владара Инка, као и све друге индијанске поглавице.